# Hermann Graf
Hermann Graf (Engen, 24 de outubro de 1912 — Engen, 11 de abril de 1988) foi um aviador e ás da aviação alemão da Luftwaffe durante a Segunda Guerra Mundial. Ele serviu nas frentes oriental e ocidental e tornou-se no primeiro piloto na história da aviação a reivindicar 200 vitórias aéreas—ou seja, 200 encontros de combate aéreo resultando na destruição da aeronave inimiga. Em cerca de 830 missões de combate ele conquistou um total de 212 vitórias aéreas, quase todas na Frente Oriental.
Graf, jogador de futebol do pré-guerra e piloto de planador, ingressou na Luftwaffe e começou o treinamento de voo em 1936. Ele foi inicialmente selecionado para a aviação de transporte, mas posteriormente foi enviado para a Jagdgeschwader 51 (JG 51) em maio de 1939. Com a eclosão da guerra, ele estava estacionado na fronteira franco-alemã, fazendo patrulhas sem intercorrências. Foi então colocado como instrutor de voo estacionado na Romênia como parte de uma missão militar alemã treinando pilotos romenos. Graf realizou algumas missões de apoio terrestre nos últimos dias da invasão alemã de Creta.
Após o início da Operação Barbarossa, a invasão alemã da União Soviética, Graf conquistou a sua primeira vitória aérea em 4 de agosto de 1941. Ele recebeu a Cruz de Cavaleiro da Cruz de Ferro após 45 vitórias em 24 de janeiro de 1942. Contudo foi durante o segundo verão da campanha oriental que a sua taxa de sucesso aumentou dramaticamente. Em 16 de setembro de 1942 o seu número de vitórias aumentou para 172, pelas quais ele foi homenageado com a Cruz de Cavaleiro da Cruz de Ferro com Folhas de Carvalho, Espadas e Diamantes. Na época da sua entrega a Graf, era a mais alta condecoração militar da Alemanha. Em 26 de setembro de 1942, ele abateu a sua 200.ª aeronave inimiga.
Na época um herói nacional, Graf foi retirado das operações de combate e enviado para uma escola de treinamento de pilotos de caça na França antes de receber a tarefa de criar uma nova unidade especial: Jagdgeschwader 50 (JG 50). A sua missão era como uma unidade de alta altitude para interceptar os De Havilland Mosquito. Em novembro de 1943 Graf voltou às operações de combate. Ele foi nomeado Geschwaderkommodore da Jagdgeschwader 11 (JG 11) e reivindicou a sua última e 212.ª vitória aérea em 29 de março de 1944. Ele foi gravemente ferido durante aquele encontro e, após um período de convalescença, tornou-se Geschwaderkommodore da Jagdgeschwader 52 (JG 5). Ele e o restante pessoal da JG 52 renderam-se às unidades do Exército dos Estados Unidos em 8 de maio de 1945, mas foram entregues ao Exército Vermelho. Graf foi mantido em cativeiro soviético até 1949. Após a guerra, ele trabalhou como gerente de vendas e morreu após uma longa doença em sua cidade natal, Engen, em 4 de novembro de 1988.

## Juventude e início de carreira
Hermann Anton Graf nasceu em 24 de outubro de 1912 em Engen no que era então o Grão-Ducado de Baden perto do Lago de Constança e na fronteira com a Suíça, filho de Wilhelm Graf (1878–1937), um fazendeiro e sua esposa Maria, nascida Sailer (1877–1953). Ele era o terceiro de três filhos, com dois irmãos mais velhos, Wilhelm Wilhelm (1904–1981) e Josef Wilhelm (1909–1981). O seu pai lutou e sobreviveu à Primeira Guerra Mundial como um soldado de artilharia, recebendo a Cruz de Ferro. No pós-guerra a crise da inflação de Weimar de 1923 acabou com praticamente todas as economias da família e, como resultado, desde muito jovem Graf teve que trabalhar.
Quando menino, Graf era um ávido jogador de futebol. Ele começou no clube de futebol local DJK Engen e mais tarde se tornou um goleiro do FC Höhen. Na adolescência foi selecionado para se juntar a um grupo de jovens talentos treinados por Sepp Herberger. Herberger foi atacante da Seleção Alemã de 1921 a 1925 e, posteriormente, técnico da seleção alemã vencedora da Copa do Mundo FIFA de 1954. No entanto, um polegar quebrado acabou com as esperanças iniciais de Graf de uma carreira no futebol profissional.
Graf terminou a sua Volksschule (escola primária) em 1926 aos treze anos. Sem meios para financiar o ensino superior, Graf se candidatou a um estágio. Pelos próximos três anos trabalhou como aprendiz de chaveiro em uma fábrica local. Um chaveiro tinha uma renda baixa, então, quando lhe foi oferecido trabalho como aprendiz de escriturário, ele aceitou de bom grado uma mudança de carreira.
Graf viu sua primeira aeronave quando tinha 12 anos. Essa visão criou um conflito entre sua paixão pelo futebol e uma nova obsessão por voar. A partir de 1930, trabalhou na prefeitura de Engen e economizou todo o seu dinheiro para comprar um planador. Antes de completar 20 anos, ele forneceu um planador caseiro para o novo Clube de PLanadores de Engen. Todos os domingos ele ia para a montanha Ballenberg nas proximidades até que um forte acidente destruiu seu planador no outono de 1932. Em 1935, depois que Adolf Hitler revogou oficialmente o Tratado de Versalhes, Graf solicitou treinamento de voo na recém-criada Luftwaffe.
Graf foi aceito pela Luftwaffe para entrar para uma escola de treinamento de pilotos, em Karlsruhe, em 2 de junho de 1936. Esta formação incluiu formação teórica e prática em acrobacias, navegação, voos de longa distância e pouso forçado. Ele se formou na escola B1 em Ulm-Dornstadt em 4 de outubro de 1937. Os cursos B incluíam voo em alta altitude, voos por instrumentos, pousos noturnos e treinamento para manejar uma aeronave em situações difíceis. Posteriormente, ele completou seu treinamento B2 em Karlsruhe em 31 de maio de 1938.
Depois de se formar na escola B2, Graf era, aos 26 anos, inicialmente considerado muito velho para o treinamento de piloto de caça e foi selecionado para a escola C para pilotos de transporte. Em 31 de maio de 1939, Graf foi aprovado no treinamento de candidato a oficial em Neubiberg. Como a força de caça precisava urgentemente de novos oficiais, o Unteroffizier Graf foi então transferido para o 2. Staffel (2.º esquadrão) do I./Jagdgeschwader 51 (I./JG 51) em Bad Aibling. Nessa época o I./JG 51 estava equipado com um dos principais caças da época, o Messerschmitt Bf 109 E-1. Graf, que nunca havia pilotado um caça moderno antes, terminou seu primeiro voo em um Bf 109 com um acidente. Quando o I./JG 51 foi brevemente reequipado com o biplano Avia B-534 fabricado na República Tcheca em julho de 1939, deu a Graf a oportunidade de provar sua perícia de voo, bem como de restaurar sua autoconfiança.

## Segunda Guerra Mundial

### 1939–1940
Quando a Alemanha invadiu a Polônia em setembro de 1939, o I./JG 51 estava estacionado na fronteira francesa em Speyer e Graf foi promovido a Feldwebel. A unidade trocou imediatamente os biplanos Avia B-534 por Bf 109s e foi encarregada de proteger a fronteira oeste da Alemanha. Durante este período da chamada "Guerra de Mentira", Graf voou 21 missões de combate sem disparar suas armas e ainda era considerado um piloto não confiável. Em 20 de janeiro de 1940 o seu Gruppenkommandeur (comandante do grupo) Hans-Heinrich Brustellin transferiu Graf para o Ergänzungs-Jagdgruppe Merseburg, que era uma unidade de treinamento para novos pilotos de caça receberem instruções táticas de pilotos com experiência em combate. Esta unidade era comandada pelo Major Gotthard Handrick, medalhista de ouro olímpico de 1936 no pentatlo moderno e ex-comandante do Jagdgruppe 88 da Legião Condor durante a Guerra Civil Espanhola.
Enquanto estava nesta unidade de treinamento, Graf foi promovido a Leutnant em 1 de maio de 1940. Em Merseburg, Graf conheceu e fez amizade com dois outros pilotos em treinamento, Alfred Grislawski e Heinrich Füllgrabe, com quem ele mais tarde passaria grande parte de sua carreira de combate. O tempo que passaram na unidade significou que perderam o combate aéreo da Batalha da França e da Batalha da Grã-Bretanha. Em 6 de outubro de 1940, Handrick foi nomeado Gruppenkommandeur do III./JG 52. Handrick teve alguma influência na rotação de pessoal dentro de seu Gruppe e Graf e Füllgrabe foram transferidos para o 9./JG 52 com ele, onde voltaram a juntar-se a Grislawski.

### Serviço na Romênia e invasão da Grécia
A ascensão do General Antonescu na Romênia em 1940 levou à reorganização das forças armadas de seu país. Nisto, ele foi apoiado por uma missão militar da Alemanha, a Luftwaffenmission Rumänien (Missão Romena da Luftwaffe) sob o comando do Generalleutnant Wilhelm Speidel. O III./JG 52 de Handrick foi transferido para Bucareste em meados de outubro e temporariamente renomeado como I./Jagdgeschwader 28 (I./JG 28) até 4 de janeiro de 1941. A sua principal tarefa era treinar o pessoal da Força Aérea da Romena. Aqui, o trio de Graf, Füllgrabe e Grislawski foi acompanhado por Ernst Süß, e mais tarde por Leopold Steinbatz e Edmund Roßmann.
Os aviadores do 9./JG 28 passaram alguns meses relaxantes em Bucareste, fora do escrutínio de Berlim. Graf até conseguiu jogar futebol quando um time da Luftwaffe jogou contra o Cyclope Bucharesti na Arena Esportiva de Bucareste para 30.000 espectadores. Durante o seu tempo na Romênia, a unidade foi testemunha de um grande terremoto em novembro e uma guerra civil abortada em janeiro.
Em março de 1941, o III./JG 52 voou várias surtidas como cobertura aérea para o 12.º Exército alemão enquanto ele cruzava o Danúbio para a Bulgária em preparação para a intervenção alemã na Guerra Greco-Italiana e sua Campanha dos Balcãs. Durante essa operação, a unidade de Graf foi mantida afastada para defender os campos de petróleo de Ploiești, estrategicamente vitais, dos bombardeios aliados, que nunca aconteceram. Em maio, Graf conseguiu organizar um segundo jogo de futebol internacional contra um time do exército romeno. Para isso, recorreu a Herberger, agora treinador da seleção nacional. Herberger conseguiu que vários jogadores da seleção alemã jogassem, incluindo uma estreia internacional de Fritz Walter. Com Graf no gol, foi Walter quem marcou um hat-trick na vitória por 3–2.
Na terceira semana de maio de 1941, um destacamento do III./JG 52, incluindo Graf, foi transferido para o sul da Grécia para apoiar a Operação Merkur, a invasão alemã de Creta. A unidade voou principalmente em missões de ataque ao solo e anti-navegação durante a quinzena em que estava baseada lá, mas Graf não se envolveu em nenhum combate aéreo.

### Guerra contra a União Soviética
Em meados de junho, o III./JG 52 estava de volta a Bucareste e reequipado com o novo e mais poderoso modelo Bf 109 F-4. O Gruppe não esteve envolvido na maioria dos combates nas fases iniciais da Operação Barbarossa, já que foi mais uma vez retido para defender Ploiești e os portos romenos dos bombardeiros soviéticos. O ânimo dos pilotos não foi ajudado quando Reichsmarschall Hermann Göring, o comandante-chefe da Luftwaffe, criticou a unidade em 4 de julho por sua falta de sucesso em comparação com praticamente todos os outros Jagdgruppen. Em 1 de agosto, depois que os avanços alemães retiraram a ameaça de ataques aéreos soviéticos à Romênia, a unidade foi transferida para a linha de frente e para a base aérea da Luftwaffe em Belaya Zerkov na Ucrânia, ao sul de Kiev. Graf alcançou sua primeira vitória nas primeiras horas de 4 de agosto, quando seu esquadrão estava escoltando um ataque de bombardeio de mergulho Junkers Ju 87, abatendo um de dois caças Polikarpov I-16. Apesar de seu sucesso, ele foi repreendido pelo líder de seu esquadrão, porque havia quebrado a formação e se esquecido de armar suas armas antes de disparar. Sua segunda vitória foi alcançada no dia seguinte, embora Graf tenha tido a sorte de escapar ileso – pousando sua aeronave crivada de buracos de munições.

9. Staffel também conhecido como Karaya-Staffel

Enquanto as forças terrestres alemãs avançavam pela Ucrânia em agosto e setembro, as unidades aéreas da JG 52 mantinham o ritmo–movendo-se constantemente para bases aéreas avançadas. O Gruppe estava envolvido no fornecimento de cobertura para as travessias ao sul do Dniepre, a captura de Poltava, a Primeira Batalha de Carcóvia e, em seguida, a travessia do Istmo de Perekop para a Crimeia. Eles geralmente voavam três ou quatro missões por dia quando o tempo permitia. No final de outubro, Graf estava dominando sua técnica de voo, tornando-se adepto do voo de baixo nível, e tinha alcançado 20 vitórias. As chuvas chegaram em novembro, transformando os aeródromos em lama e limitando as operações aéreas e o número de aeronaves em funcionamento. A unidade de Graf foi transferida para Taganrog para apoiar a Batalha de Rostov. Assim que a neve chegou, congelando o solo, as operações recomeçaram. Em combates pesados ao redor da gangorra, Graf dobrou sua pontuação para 42 no final de 1941, tornando-o um dos principais pilotos do Gruppe. No dia de Ano Novo de 1942, o III./JG 52 foi transferido para o relativo conforto do grande aeródromo Kharkov-Rogan, com seus hangares fechados. As condições meteorológicas (geralmente chegando a −20 °C durante a noite) tornou o voo virtualmente impossível. Em 24 de janeiro, Graf recebeu a Cruz de Cavaleiro da Cruz de Ferro por suas vitórias até ao momento. Logo depois, ele foi enviado em rodízio de volta para casa de licença. Dentro de um mês, seu asa regular, Steinbatz, também foi premiado com a Cruz de Cavaleiro por uma pontuação semelhante.
Retornando à sua unidade em meados de março, ele logo alcançou sua 50.ª vitória. Em 23 de março foi promovido a Staffelkapitän (líder do esquadrão) do 9./JG 52 depois que seu antecessor foi abatido atrás das linhas inimigas e feito prisioneiro. As chuvas voltaram em abril, trazendo as lamas da rasputitsa. A atividade aérea praticamente parou quando ambos os lados aproveitaram a oportunidade para se reagrupar.
No final do mês o III./JG 52 foi transferido para a Crimeia, onde o 11.º Exército de Erich von Manstein estava sitiando Sevastopol. O 11.º Exército também enfrentou forças soviéticas na Península de Querche. As forças do Exército Vermelho realizaram pousos anfíbios lá em 26 de dezembro de 1941 e tinham forte cobertura aérea. Neste momento, Graf estava competindo com o Leutnant Gerhard Köppen do 7./JG 52 (com 72 vitórias) como o piloto principal do Gruppe. Eles estavam constantemente voando em missões extras para superar um ao outro. Em 30 de abril de 1942, Graf teve seu melhor dia até aquele dia. Em sete missões ao longo de quatorze horas, ele abateu seis aeronaves inimigas para elevar sua contagem para 69. Exausto, ele perdeu um dia, mas em 2 de maio ele superou esse feito com sete vitórias em seis missões. Foi nessa época que seu esquadrão ganhou o famoso apelido, "Karaya Staffel", de um disco que Süß tocava incessantemente no campo de aviação e zumbia no ar. Em 5 de maio, Köppen (com sua pontuação em 85 vitórias) foi abatido sobre o Mar de Azov e foi visto pela última vez sendo bombardeado pela artilharia soviética nas proximidades.
A ofensiva terrestre para Querche começou em 8 de maio, mas quase imediatamente o III./JG 52 (com Graf com 90 vitórias) foi enviado de volta a Carcóvia para conter uma grande ofensiva soviética. O conflito aéreo foi intenso e nos primeiros dois dias (13 a 14 de maio de 1942); Graf abateu treze aeronaves, o que incluiu sua centésima vitória. Ele se tornou o sétimo piloto da Luftwaffe a atingir essa marca. É uma ilustração de seu domínio dentro de seu Gruppe, e da doutrina tática do duo ás e asa da Luftwaffe. Nos primeiros seis meses de 1942, Graf sozinho foi responsável por um quarto de todas as aeronaves abatidas pelo III./JG 52 Foi o culminar de notáveis dezessete dias desde seu retorno à frente em que ele abateu 47 aeronaves. Ele recebeu as Folhas de Carvalho na Cruz de Cavaleiro em 17 de maio de 1942 por alcançar 104 vitórias. Apenas dois dias depois, com sua pontuação agora em 106, ele foi notificado de que também deveria receber as Espadas em sua Cruz de Cavaleiro. Em 24 de maio, Graf e o Leutnant Adolf Dickfeld do 7./JG 52, voaram para a sede da Frente Oriental em Rastenburg, na Polônia (o Wolfsschanze), para a apresentação oficial das Folhas de Carvalho e Espadas por Adolf Hitler no dia seguinte. Dickfeld foi presenteado com as Folhas de Carvalho, tendo sido premiado em 19 de maio por alcançar 101 vitórias após abater onze aeronaves em 18 de maio.
Em seguida, Graf foi enviado de volta à Alemanha em licença de quatro semanas, durante as quais fez várias aparições públicas. Enquanto ele estava de licença, seu ala e amigo de longa data, Steinbatz, foi morto em 15 de junho quando seu avião caiu após ser atingido por fogo antiaéreo. Steinbatz recebeu as Folhas de Carvalho de sua Cruz de Cavaleiro em 2 de junho, e foi postumamente premiado com as Espadas de sua Cruz de Cavaleiro por suas 99 vitórias – o primeiro suboficial da Wehrmacht a ser homenageado.

### Em direção a Stalingrado

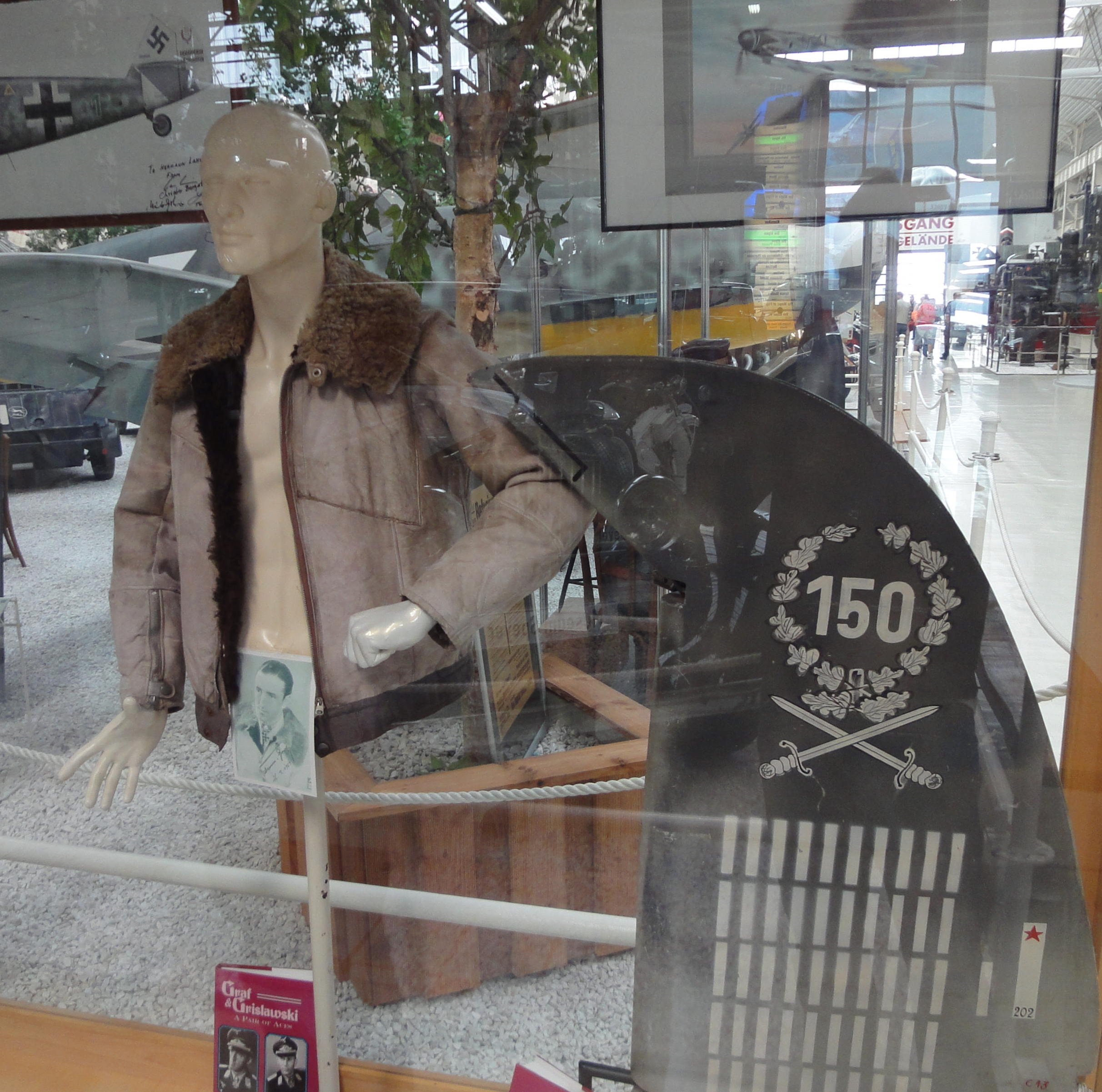
Jaqueta de couro de Hermann Graf e leme de cauda Me 109 em exibição no Museu da Tecnologia de Speyer, Alemanha

Quando Graf voltou ao serviço ativo no final de julho, o III./JG 52 havia se reequipado com o Bf 109 G e estava de volta a Taganrog, no sul. No terreno, a ofensiva de verão do Exército Alemão, Caso Azul, estava em andamento, e a cidade de Rostov, porta de entrada para o Cáucaso, havia caído. Em meados de agosto, o III./JG 52 avançou para fornecer cobertura aérea enquanto o exército tentava estabelecer cabeças de ponte sobre o rio Cubã para capturar os portos do Mar Negro. O Geschwaderkommodore Gordon Gollob, da vizinha JG 77, foi temporariamente nomeado para comandar a JG 52, depois que o Major Herbert Ihlefeld ficou gravemente ferido em um acidente de decolagem. Gollob rivalizava com Graf para o piloto de maior pontuação na Frente Oriental. Em 14 de agosto, os dois pilotos tinham 120 vitórias. Logo depois, Graf liderou um destacamento de ases experientes do III./JG 52 transferido para a JG 3 para cobrir o ataque a Stalingrado. O destacamento veio sob o comando de Hauptmann Wolf-Dietrich Wilcke da JG 3.
Inicialmente, Graf foi baseado em Tuzov e depois em Pitomnik a oeste da cidade. Ele e seus colegas não enfrentavam mais aeronaves obsoletas, como no sul. A cidade era crítica para ambos os lados, e foi fortemente defendida e se tornou o foco de intensas batalhas aéreas. As vitórias de Graf aumentaram rapidamente, chegando a 140 no final de agosto. Em setembro abateu 62 aeronaves inimigas. Em 4 de setembro de 1942 ele se tornou o segundo piloto a alcançar as 150.ª vitórias – derrubando um Yakovlev Yak-1. Isso aconteceu apenas 6 dias depois que Gollob atingiu a mesma marca. Muitas vezes, ele teve sorte de voltar à base ileso. Sua aeronave era rotineiramente alvejada por pilotos inimigos ou fogo antiaéreo. O ás com a pontuação mais rápida da Luftwaffe, ele agora abatia vários aviões todos os dias. Os três aviões que ele derrubou em 9 de setembro levaram-no a 172 vitórias, o que o tornou no maior artilheiro da Luftwaffe. Por isso, ele foi premiado com os Diamantes de sua Cruz de Cavaleiro. Ele se tornou o quinto membro da Wehrmacht a receber este prêmio, que na época só havia sido concedido ao pessoal da Luftwaffe. No espaço de oito meses, ele recebeu todos os quatro níveis da Cruz de Cavaleiro – a mais alta condecoração militar da Alemanha. Ele também foi logo promovido a Hauptmann (capitão).
No dia seguinte, amenizou essa conquista. Apesar de abater mais duas aeronaves, foi a primeira vez que ele perdeu seu asa. O Unteroffizier Johann Kalb teve que saltar no rio Volga e foi capturado pelas tropas soviéticas. Em 17 de setembro, ele conquistou mais três vitórias, mas um projétil de canhão soviético de 20 mm atravessou seu dossel, errando por pouco sua cabeça. Em 23 de setembro, ele marcou dez vitórias notáveis em três missões, levando-o para 197. Em 26 de setembro, ele se tornou o primeiro piloto na história da aviação a reivindicar 200 aeronaves inimigas abatidas. As 62 vitórias que conquistou naquele único mês (de setembro) continuam a ser um recorde na história da aviação. Elevado ao status de herói pela Luftwaffe, ele foi promovido a Major em 29 de setembro e proibido de voar em missões de combate adicionais. Todo a JG 52 se reuniu em Soldatskaja para parabenizá-lo antes que ele voltasse para Berlim alguns dias depois.

### Instrutor de piloto de caça—Jagdgruppe Ost
Nos meses seguintes, após obter licença para voltar a casa, Graf foi enviado em viagens de propaganda por toda a Alemanha. Ele também conheceu a Seleção Alemã de Futebol e foi a vários de seus jogos internacionais. Em 28 de janeiro de 1943, Graf assumiu o comando do Ergänzungs-Jagdgruppe Ost (Grupo de Caça Suplementar Leste) com base na França ocupada. Aqui, os pilotos de caça recém-treinados com destino à Frente Oriental receberam seu treinamento final de pilotos experientes da Frente Oriental. A base principal ficava em Saint-Jean-d'Angély, 70
 milhas (110 quilômetros) ao norte de Bordeaux, na costa do Atlântico, embora Graf passasse a maior parte do tempo no Aeroporto de Toulouse-Blagnac. Graf selecionou uma aeronave Focke-Wulf Fw 190 A-5 para seu uso pessoal e decorou-a ricamente. Sem o estresse do combate aéreo, Graf foi novamente capaz de saciar sua outra grande paixão: o futebol.

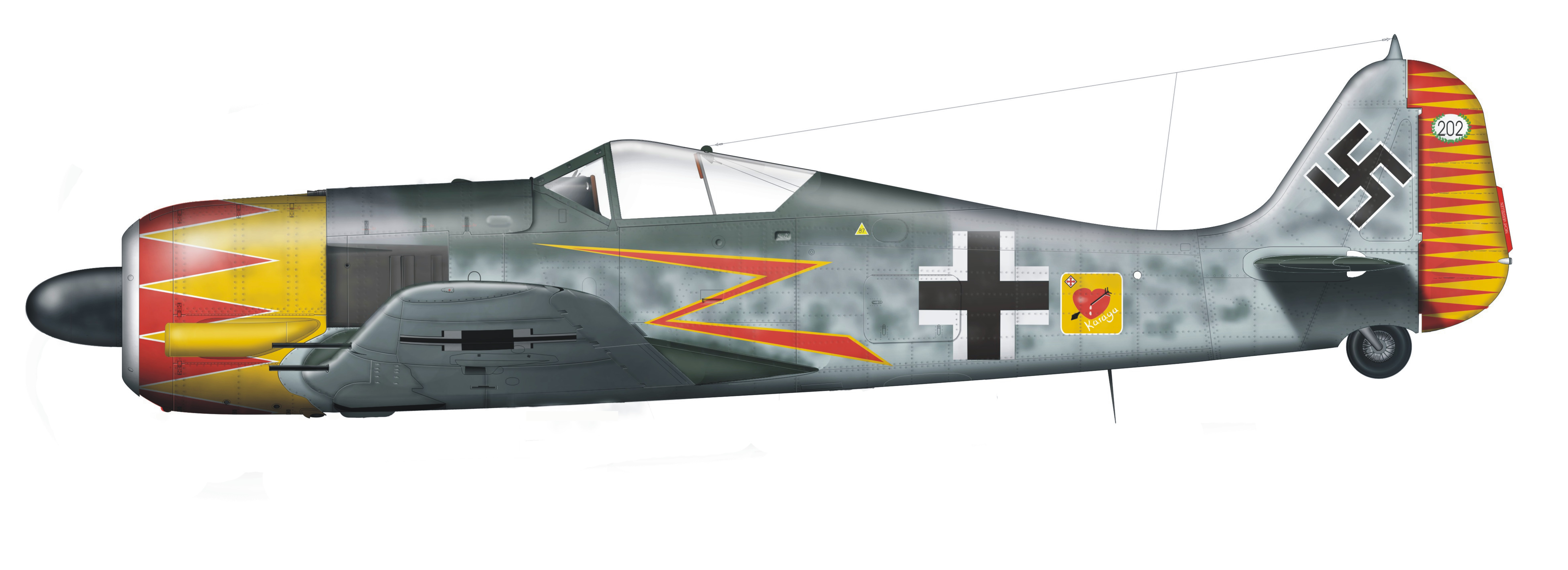
Focke-Wulf Fw 190 A-5/U7 pilotado pelo Major Hermann Graf, sul da França, 1943

Em resposta à humilhação política causada pelos bombardeios De Havilland DH 98 na Alemanha, Hermann Göring ordenou a formação de unidades especiais da Luftwaffe de alta altitude (Jagdgeschwader 25, comandado por Ihlefeld e Jagdgeschwader 50, por Graf) para combater esses ataques. Em meados de março, Graf foi enviado para Berchtesgaden, o retiro alpino de Hitler, onde recebeu instruções de Göring pessoalmente. Graf teve permissão para escolher o seu pessoal. Ele transferiu seus velhos amigos, Grislawski, Süss e Füllgrabe, do III./ JG 52, bem como vários jogadores de futebol que atuavam como administradores em sua unidade de treinamento JGr Ost.
Enquanto estava em Berlim organizando as transferências necessárias, Graf foi apresentado à jovem atriz de cinema Jola Jobst, com quem se casou mais tarde. A nova atribuição foi atrasada em dois meses por razões políticas. Graf deveria executar um último programa de treinamento de pilotos: o mais recente projeto de voluntários espanhóis rumo à Frente Oriental – a 4.ª Escudrilla Azul. De 18 de maio a 6 de junho de 1943, os pilotos receberam três semanas de treinamento de piloto de caça especializado para as condições soviéticas.

### Defesa do Reich
Em 11 de junho de 1943, Graf chegou ao campo de aviação de Wiesbaden para estabelecer sua nova unidade. Os elementos restantes foram elaborados a partir do Jagdgruppe Süd. A unidade seria equipada com o novo Messerschmitt Bf 109 G-5, uma variante de alta altitude do Bf 109 G-6. Foi equipado com uma cabine pressurizada e armado com canhões ou foguetes extras sob as asas. A entrega da aeronave foi atrasada, mas nesse ínterim, Graf foi capaz de derrubar um intruso Mosquito. O foco de Graf também voltou para o futebol. Ele convidou Herberger para ir a Wiesbaden para treinar sua equipe por um dia. Durante esta visita, Herberger encorajou Graf a usar sua influência para salvar os melhores jogadores de futebol da Alemanha da linha de frente. Posteriormente, Graf trouxe jogadores da seleção alemã como administradores, pilotos e mecânicos – homens como Hermann Eppenhoff, Hermann Koch, Alfons Moog, Franz Hanreiter e Walter Bammes. Graf também solicitou Fritz Walter, que mais tarde foi capitão da equipe da Alemanha Ocidental na Copa do Mundo de 1954. A transferência de Walter foi mais difícil. Para isso, Graf teve de apresentar seu pedido diretamente ao Generaloberst Friedrich Fromm, comandante do Ersatzheer (Exército da Reserva).
A ofensiva de bombardeio diurno das Forças Aéreas do Exército dos Estados Unidos (USAAF) sobre a Europa começou em janeiro de 1943. Com o passar do tempo o impacto estava aumentando; em julho, eles foram capazes de alcançar profundamente a Alemanha e exigiram cada vez mais atenção da Luftwaffe. No final do mês, contra um ataque de 800 bombardeiros a Kassel, Graf reivindicou seu primeiro bombardeiro quadrimotor.
Sua unidade recebeu os primeiros doze aviões Bf 109 G-5 em julho de 1943. Com uma dessas aeronaves, ele conseguiu atingir uma altitude de 14 300
 metros (47 000 pés). A unidade foi finalmente declarada pronta para combate em 31 de julho de 1943, embora com apenas dezenove aeronaves e formada por um único Gruppe de três esquadrões . O time de futebol de Graf, o Roten Jäger, também estava pronto e jogou sua primeira partida em 4 de agosto de 1943, com Graf como goleiro. Este time de futebol seguiu Graf em seus postos de comando pelo restante da guerra. A primeira interceptação importante da unidade foi bastante desfavorável – um ataque de bombardeiro no Ruhr em 12 de agosto. Graf ficou muito aborrecido porque nenhuma aeronave inimiga foi abatida. Em 15 de agosto de 1943, a unidade de Graf foi oficialmente nomeada Jagdgeschwader 50. Em 17 de agosto, a Oitava Força Aérea dos Estados Unidos invadiu Regensburg, atacando as fábricas Messerschmitt ali. Desta vez, a JG 50 teve muito mais sucesso. Foi baseado quase na rota de voo do ataque e reivindicou 11 bombardeiros abatidos e a perda de dois de seus próprios pilotos. Foi discutido que a JG 50 seria equipada com o Messerschmitt Me 163. O Me 163 estava sendo testado pela unidade de teste Erprobungskommando 16 (16.º Comando de Teste) do Major Wolfgang Späte em Peenemünde e Rechlin no verão de 1943. Após uma visita à unidade de teste, Graf também aprendeu sobre o caça a jato Messerschmitt Me 262. Ele voltou à JG 50 cheio de otimismo. O papel regular da unidade foi estendido à interceptação de bombardeiros, e o Mosquito de Graf, a primeira vitória da unidade, ironicamente provou ser o único abatido pela JG 50. Após as pesadas perdas no ataque de Regensburg, a USAAF foi incapaz de realizar imediatamente novos ataques profundos sem escolta contra a Alemanha. Isso permitiu algum alívio para a JG 50. Sua próxima grande ação foi em 6 de setembro. Graf abateu dois dos quatro bombardeiros quadrimotores, mesmo tendo que fazer um pouso forçado de sua aeronave.

### Comandante da JG 1 e JG 11
A ofensiva de bombardeiros aliados estava cobrando seu preço de líderes experientes. Em 8 de outubro de 1943, Oberstleutnant Hans Philipp, o segundo piloto após Graf a alcançar 200 vitórias aéreas, e Geschwaderkommodore da Jagdgeschwader 1 (JG 1), foi morto em ação. No dia seguinte, embora ainda permanecesse oficialmente no comando da JG 50, Graf foi nomeado Geschwaderkommodore interino da JG 1 e transferido para Jever. Graf nomeou Grislawski (então Staffelkapitän do 1./ JG 50) como Kommodore interino em sua ausência. A Oitava Força Aérea realizou seu segundo ataque a Schweinfurt em 14 de outubro de 1943. Embora tenha saído caro para os atacantes (77 bombardeiros pesados foram destruídos por caças alemães ou pelo fogo antiaéreo, causando a perda de 46 caças alemães), Göring não estava satisfeito. Em 23 de outubro, Graf e o Major Anton Mader, Geschwaderkommodore da Jagdgeschwader 11 (JG 11) foram convocados para uma reunião dos comandantes de caça com Göring na Base Aérea de Deelen perto de Arnhem. Na noite anterior, 6 000 civis foram mortos em um bombardeio em Kassel. Na rota de Jever, Graf e Mader quase foram abatidos por um voo de dois Mosquitos sobre a costa do Mar do Norte, enquanto voavam em um Messerschmitt Bf 108 Taifun desarmado.
Vários dias após a reunião de outubro, a JG 50 foi dissolvida e seu pessoal absorvido pelo I./Jagdgeschwader 301, uma unidade de caça noturna Wilde Sau. Enquanto operacional, a JG 50 reivindicou 45 bombardeiros quadrimotores. Graf foi promovido a Oberst e em 11 de novembro nomeado Geschwaderkommodore da JG 11, quando Mader foi transferido para a JG 54 no Cerco a Leninegrado. Além de Grislawski, que foi mantido como Staka (o comandante de esquadrão) do 1./ JG 1, ele conseguiu levar seus jogadores de futebol e amigos com ele. Domingo, 20 de fevereiro, marcou o início da "Grande Semana" – seis dias consecutivos de bombardeio concentrado pela USAAF com o objetivo de subjugar as defesas alemãs. A JG 11 estava fortemente envolvido e Graf abateu um B-24 Liberator para sua 208.ª vitória em 24 de fevereiro. Sua 209.ª vitória aérea, a oeste de Berlim em 6 de março, foi sobre outro B-24 Liberator, do 453.º Grupo de Bombardeio. Na verdade, era um Herausschuss – um bombardeiro pesado severamente danificado forçado a se separar de sua formação de combate e que a Luftwaffe contou como uma vitória aérea. Em 29 de março, Graf abateu dois P-51 Mustang que estavam fazendo uma varredura de caça à frente de seu fluxo de bombardeiros. Perseguido e atormentado pelo resto do esquadrão, ele tentou bater em outro antes de saltar. Aterrando pesadamente, ele quebrou os dois joelhos e fraturou o braço. Essas seriam suas vitórias aéreas finais. A atenção imediata do médico da JG 11 salvou Graf de perder o braço. De abril ao início de julho, ele passou um tempo se recuperando em um hospital em Engen, sua cidade natal. Em 24 de junho, ele se casou com Jobst, com quem ele estava saindo desde o ano anterior.

### Comandante de ala da JG 52
Durante sua convalescença, ele foi visitado pelo General der Jagdflieger, o Generalleutnant Adolf Galland, que ofereceu a Graf o comando de sua antiga unidade, a JG 52. Graf aceitou com a condição de que seu time de futebol Roten Jäger fosse com ele. Outrora criticada pela sua baixa taxa de vitórias aéreas no início da guerra, era agora a Geschwader exemplar com mais de 10 000 vitórias. Seu retorno foi celebrado com um jantar de boas-vindas em sua sede em Cracóvia, sul da Polônia, em 20 de setembro de 1944. Ele foi oficialmente nomeado em 1 de outubro. A fraqueza contínua em seu braço esquerdo manteve Graf no chão. Nos dois anos desde que ele havia deixado a Frente Oriental, a quantidade e a qualidade dos pilotos soviéticos haviam melhorado muito, assim como seu equipamento. Durante o restante da guerra, ele supervisionou seus três grupos de caças separados, deslocados para cima e para baixo na frente de batalha, em respostas de emergência a cada nova ofensiva soviética. Várias vezes as tripulações tiveram que evacuar enquanto tanques e artilharia soviéticos bombardeavam seu campo de aviação. A crise de combustível alemã reduziu drasticamente o tempo de voo. Consequentemente, o total de vitórias de novembro para a asa, com apenas 369 aeronaves soviéticas derrubadas, foi o menor total mensal da campanha oriental. Com o agravamento do inverno, a calmaria permitiu que Graf organizasse uma partida de futebol entre seu Roten Jäger e um time local de Cracóvia, assistido por 20 000 soldados alemães.
Em dezembro, Erich Hartmann e Gerhard Barkhorn, os melhores pilotos de Graf, voltaram ao serviço ativo. Em um mês, ambos alcançaram suas 300.as vitórias. No dia de Ano Novo, o comando ocidental da Luftwaffe lançou a Operação Bodenplatte contra as forças aéreas aliadas baseadas nos Países Baixos. Foi uma tentativa malsucedida de apoiar a ofensiva da Batalha das Ardenas. Pelo fracasso, Göring despediu Galland como General de Caças. Em resposta, uma reunião de comandantes seniores das Geschwader, no início de janeiro (incluindo Graf), concordou em abordar Göring e exigir grandes mudanças. Quando confrontado, Göring ficou furioso e imediatamente rebaixou todos os líderes de combate, exceto Graf, que permaneceu como Kommodore da JG 52 por causa do histórico exemplar de guerra da unidade. Göring disse a Graf que precisava dele contra o ataque soviético iminente.
A maior ofensiva soviética, Vistula-Oder, começou em janeiro; várias unidades de caça foram transferidas da Defesa do Reich para defender a Frente Oriental. A JG 52 foi baseada em Breslau e nos arredores, defendendo a vital região industrial da Silésia com missões de interceptação e ataque ao solo. Um enorme esforço conseguiu travar brevemente o avanço soviético. A Luftwaffe voou 2500 surtidas apenas em 1 e 2 de fevereiro. Em 25 de janeiro, Hans-Ulrich Rudel destruiu seu 500.º tanque enquanto sua unidade estava baseada na JG 52. No meio disso, Erich Hartmann foi obrigado a se apresentar para o treinamento a jato com o novo JV 44 de Galland. Fortes protestos de Graf e Hartmann tiveram esta ordem rescindida.
Em meados de abril, o cerco de Berlim começou e em 17 de abril, Hartmann reivindicou sua 350.ª vitória. Em 21 de abril, a unidade de Graf começou sua implantação em Deutsch Brod cerca de 80 km da cidade de Brno. O General Hans Seidemann, comandante do Luftwaffenkommando VIII, queria fazer uma última resistência nos Alpes. Graf desobedeceu à ordem de Seidemann para que ele e Erich Hartmann voassem para o setor britânico para evitar a captura pelos soviéticos. Ele também se recusou a abandonar sua tripulação de solo e voar com seus pilotos para se juntar a Seidemann no reduto alpino. Em vez disso, ele liderou os 2 000 membros da unidade e os cidadãos locais em fuga em uma marcha pela Boêmia para cruzar o Rio Moldava (a linha de parada nominal dos Aliados). Uma vez lá, ele entregou sua unidade à 90.ª Divisão de Infantaria dos EUA perto de Písek em 8 de maio de 1945 e tornou-se um prisioneiro de guerra (POW).

## Prisioneiro de guerra

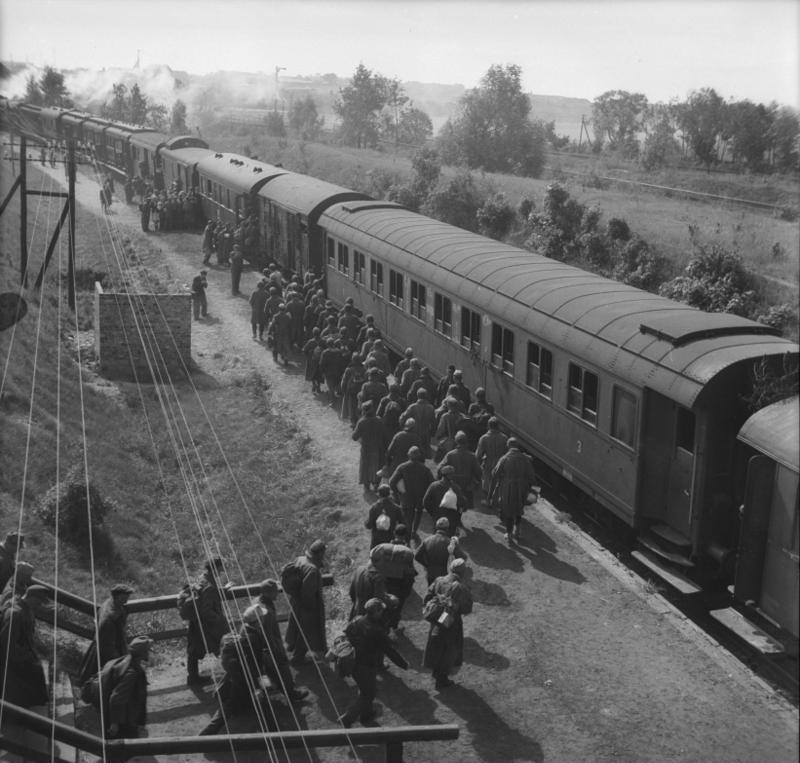
Prisioneiros de guerra alemães em Frankfurt (Oder).

A unidade de Graf foi internada por mais de uma semana com mais de 30 000 outros soldados desarmados em um acampamento primitivo com o mínimo de comida e saneamento. Seguindo a carta do acordo Aliado, as unidades que lutavam na Frente Oriental se tornariam prisioneiros soviéticos. Graf e a maior parte do pessoal da JG 52 foram entregues pelas forças americanas à União Soviética em 15 de maio de 1945. Em 20 de agosto, ele e outros oficiais seniores da Luftwaffe, incluindo Hartmann e Hans Assi Hahn, foram transferidos para o Campo de Prisioneiros N.º 150 em Gryazovets, a nordeste de Moscou. Este foi um confinamento (relativamente) mais confortável do que os campos de trabalho normais e pretendia fornecer um ambiente mais simpático para prisioneiros de alto perfil. Quando Graf foi considerado não maleável para seus propósitos, o regime soviético o levou a julgamento por crimes de guerra. No entanto, quando evidências insuficientes puderam ser produzidas, as acusações foram retiradas. Erich Hartmann, entretanto, foi considerado culpado e condenado a 25 anos de trabalhos forçados. Em 8 de dezembro de 1945, Graf foi transferido para o Campo de Prisioneiros N.º 27 em Krasnogorsk, Moscou. Musciano menciona que esteve sujeito ao confinamento solitário por longos períodos, mas que tinha seu pedido final escondido no sapato e o relia para manter a sanidade.
Enquanto os prisioneiros de guerra alemães em campos aliados foram progressivamente libertados em 1946–1947, os soviéticos só começaram a libertar seus prisioneiros em 1948–1949. A libertação de Graf foi finalmente aprovada no final de 1949 e ele foi transferido para o Campo de Repatriação N.º 69 (Heimkehrerlager Gronenfelde) perto de Frankfurt (Oder) na Alemanha Oriental em 25 de dezembro de 1949. Em 3 de janeiro de 1950, ele estava de volta à sua cidade natal, Engen, na Zona de Ocupação Francesa.
Essa libertação relativamente precoce foi percebida por muitos como tendo sido devido à colaboração com seus captores soviéticos, algo pelo qual seus colegas pilotos o criticaram, especialmente após um livro da década de 1950 pelo ás e companheiro POW soviético, Hans Hahn, intitulado "Eu Falo a Verdade" (Ich spreche die Wahrheit). Isso levou à exclusão de Graf das associações de veteranos da Luftwaffe do pós-guerra. Em 1971 Graf fez sua própria declaração ao jornal "Bild am Sonntag", dizendo que ele, junto com outros, incluindo Hartmann, havia se juntado brevemente ao BDO (um grupo antinazista de ex-oficiais prisioneiros alemães) como um maneira de sobreviver à privação psicológica da prisão. Bergströmet et al dizem que isso é corroborado pelo arquivo russo RGVA do arquivo POW de Graf, que não faz menção a uma cooperação estendida com grupos pró-soviéticos. O BDO foi dissolvido depois de apenas alguns meses.

## Após a guerra
Como muitos veteranos, Graf inicialmente teve dificuldade em encontrar trabalho, mas suas conexões com a comunidade do futebol o ajudaram. Herberger apresentou Graf a Roland Endler, um fabricante de soldagem ("Elektro-Schweiss-Industrie GmbH") de Neuss. Endler também se tornou presidente do clube de futebol Bayern de Munique entre 1958 e 1962. Endler empregou Graf como vendedor em sua empresa, e Graf eventualmente avançou para líder da filial em Baden-Württemberg e gerente de vendas. A ligação com o Bayern de Munique permitiu-lhe desfrutar de uma longa paixão pelo futebol, embora as lesões nunca mais o tenham permitido jogar de forma competitiva. No entanto, ele voltou a voar, juntando-se à filial de Zurique do Aero Clube Suíço em 1951. Evitado por muitos veteranos, ele permaneceu amigo de vários de seus ex-companheiros da JG 52, em particular Alfred Grislawski.
Seu casamento com Jobst rapidamente desmoronou e eles se divorciaram. Ele se casou duas vezes depois disso e sua terceira esposa, Helga Schröck (com quem se casou em maio de 1959), deu à luz um filho, Hermann-Ulrich, em 1959, e uma filha, Birgit, em 1961. Em 1965, Graf foi diagnosticado com a doença de Parkinson, uma condição que parecia afetar muitos ex-pilotos de alta altitude e que fez com que sua saúde se deteriorasse lentamente. Graf morreu em sua cidade natal, Engen, em 4 de novembro de 1988.

## Sumário da carreira

### Condecorações
- Distintivo de Ferido em Prata[140]
- Troféu de Honra da Luftwaffe (9 de dezembro de 1941)[141][28][Nota 14]
- Distintivo de Piloto/Observador em Ouro com Diamantes[140]
- Escudo da Crimeia[140]
- Cavaleiro da Ordem da Coroa da Romênia (23 de maio de 1941)[141]
- Cruz de Ferro (1939)
  - 2ª classe (9 de agosto de 1941)[141][Nota 15]
  - 1ª classe (31 de agosto de 1941)[141][Nota 16]
- Distintivo de Voo do Fronte da Luftwaffe
  - em Bronze (15 de maio de 1941)[141]
  - em Prata (25 de agosto de 1941)[141] por 65 missões[21]
  - em Ouro (10 de novembro de 1941)[141] por 112 missões[144]
- Cruz Germânica em Ouro (abril de 1942)[145][Nota 17]
- Cruz de Cavaleiro da Cruz de Ferro (24 de janeiro de 1942) como Leutnant da reserva do 9./JG 52[28][5][146][147][148] por 42 vitórias[141][29][55]
  - 93ª Folhas de Carvalho (17 de maio de 1942) como Leutnant da reserva e Staffelkapitän do 9./JG 52[141][5][146][149][150] por 104 vitórias.[55][3]
  - 11ª Espadas (19 de maio de 1942) como Leutnant da reserva e Staffelkapitän do 9./JG 52[56][5][151][152][Nota 18] por 106 vitórias.[55][3]
  - 5º Diamantes (16 de setembro de 1942) como Oberleutnant da reserva e Staffelkapitän do 9./JG 52[Nota 19][146][153][154] por 172 vitórias.[55][3]

### Promoções
- 1 de setembro de 1939 – Feldwebel (sargento) da reserva[5][155]
- 1 de maio de 1940 – Leutnant (segundo-tenente) da reserva[5][78]
- 1 de junho de 1942 – Oberleutnant (primeiro-tenente) da reserva[156][77][Nota 20]
- 18 de setembro de 1942 – Hauptmann (capitão) da reserva[77][Nota 5]
- 29 de setembro de 1942 – Major[74][78]
- 1 de fevereiro de 1944 – Oberstleutnant (tenente-coronel)[157][Nota 21]
- 8 de maio de 1945 – Oberst (coronel)[5][78]